# La Rotta (Pontedera)
La Rotta è una frazione situata nel comune italiano di Pontedera, nella provincia di Pisa, in Toscana, a circa 5 km dal centro città. Si estende lungo la SS67 Tosco-Romagnola.  

## Geografia fisica
La frazione si trova leggermente in collina ed è posta tra Pontedera, Montecastello e Castel del Bosco. Si può considerare appartenente alla Rotta anche la località di Pietroconti, il proseguimento ad est di Pontedera, dove si trovano il lago e la fornace Braccini.

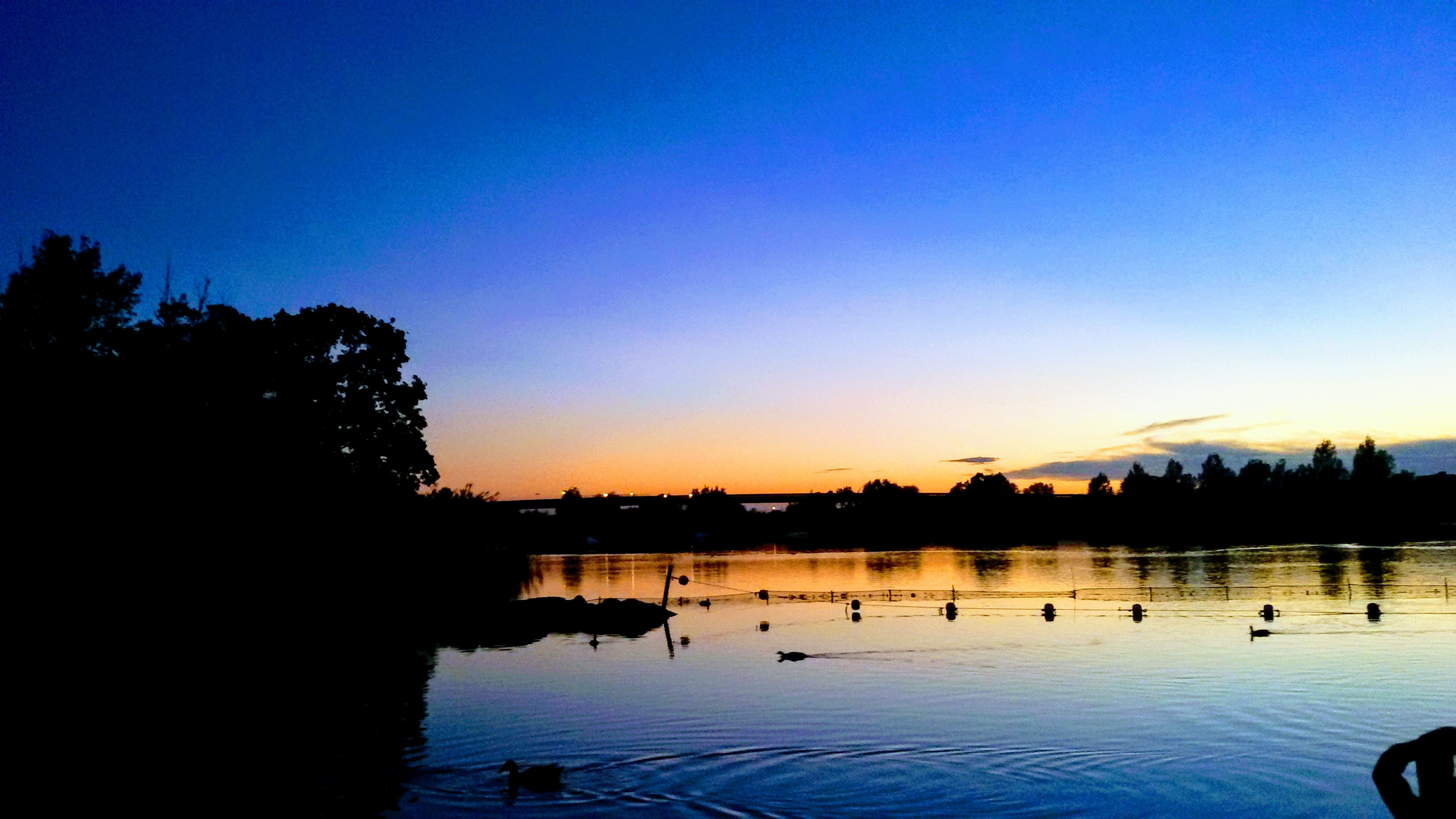
Lago Braccini

## Origini del nome
Il nome deriva dal punto dove l'Arno ruppe gli argini.
Risulta che l'Arno in tempi passati facesse una curva prima dell'attuale località che lo portaveo attuale verso il padule di Bientina per rientrare dopo Pontedera. La "rotta" dell'argine portò ad un raddrizzamento del corso del fiume e pare dette il nome alla zona dove avvenne la "rottura".
Oltre a questo esistono riferimenti storici diversi che attribuiscono il nome della Rotta a quanto accadde dopo la famosa battaglia di Casteldelbosco avvenuta tra Pisani e Fiorentini. In questo luogo l'esercito fiorentino ebbe la meglio su quello pisano e l'inevitabile "rotta" dell'esercito avrebbe dato il nome alla zona dove esso avvenne.

## Storia
Sono a disposizione poche notizie riguardo alla storia della Rotta, in quanto l'archivio di Montecastello, al quale comune in origine apparteneva, è andato distrutto.
Nella zona, appartenente al feudo di Montecastello, venne costruito un avamposto nel VII-VIII secolo. Dal X al XII secolo, come le zone vicine lungo il fiume Arno, si inizia la produzione di laterizi. A metà del XVII secolo abbiamo notizie certe della costruzione della prima fornace.
Nel 1666 vi è la richiesta di Cosimo Leoncini per poter costruire un oratorio nel paese. Solo nel 1788 venne istituita la nuova parrocchia della Rotta, distaccandosi da quella di Montecastello.
Nel 1847 con la costruzione della ferrovia Leopolda anche la Rotta fu dotata di una stazione sebbene non fosse molto vicina al paese. La stazione è stata dismessa nel 2002.
Nel 1873 fu inaugurata la scuola e l'adiacente Piazza Garibaldi, ricavata da una vigna.
Dopo la seconda guerra mondiale l'attività prevalente di mattonai dei rottigiani cessò e con essa l'economia chiusa che contraddistinse la Rotta per secoli dai luoghi limitrofi.

## Monumenti e luoghi d'interesse

### Chiesa di San Matteo

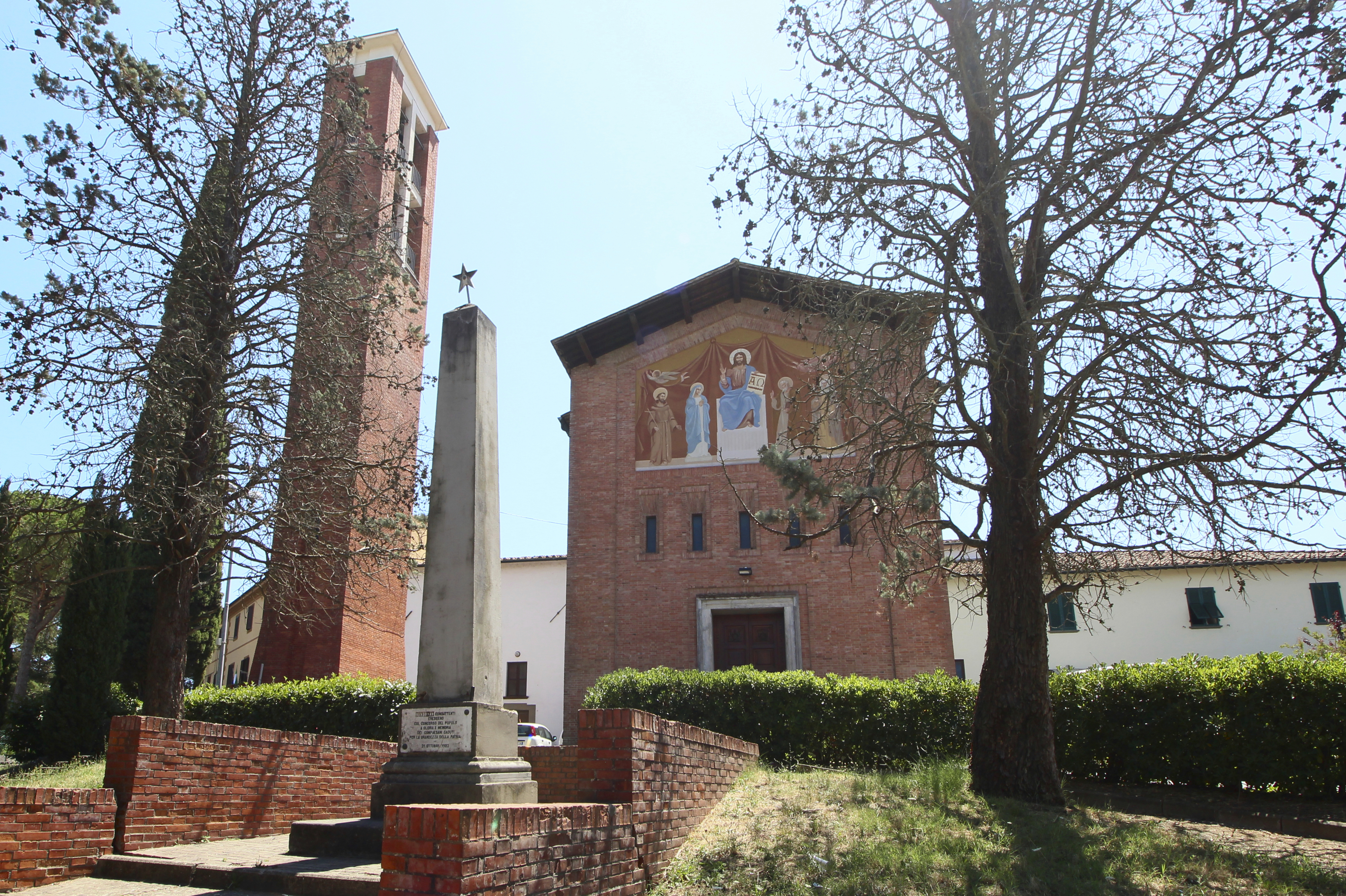
La chiesa di San Matteo.

La chiesa parrocchiale assunse la configurazione attuale nel 1870 in seguito a un ampliamento e alla costruzione sul lato destro della facciata di un nuovo campanile, inaugurato da Mons. Annibale Barabesi, poi in seguito distrutto assieme alla facciata durante la seconda guerra mondiale e ricostruito nel dopoguerra.
Sempre durante il periodo in cui fu priore Emilio Novelli (1845-1882) la chiesa si arricchì dell'altare maggiore, eretto con marmi donati da papa Pio IX e del trecentesco Crocifisso Miracoloso, donato dalla Marchesa Vettori erede Tempi grazie al sostegno delle famiglie Bertini, Bianchi, Capecchi, Quaratesi e Toscanelli, e portato in processione dalla Cappella delle Vallicelle del Cavalier Niccolò Bertini Quaratesi alla chiesa il 7 settembre 1872.
Del patrimonio artistico della chiesa fanno parte anche tre dipinti: una Fuga in Egitto proveniente da Palazzo Pitti, una Flagellazione proveniente da Palazzo della Crocetta e, nel transetto sinistro, una Assunzione di Maria in cielo opera di Camillo Procaccini. Quest'ultima, in origine in una chiesa milanese ancora non identificata, giunse a Firenze con lo scambio di opere che si ebbe tra le Gallerie di Firenze e quelle di Vienna del 1793, fu dapprima esposta agli Uffizi e dal 1872 fu collocata in deposito in questa chiesa. La pala, non in ottime condizioni conservative, è un dipinto di alta qualità del pittore, modello di altre opere lombarde di medesimo soggetto, e dovrebbe risalire al 1590 circa.

### Le Fornaci Braccini

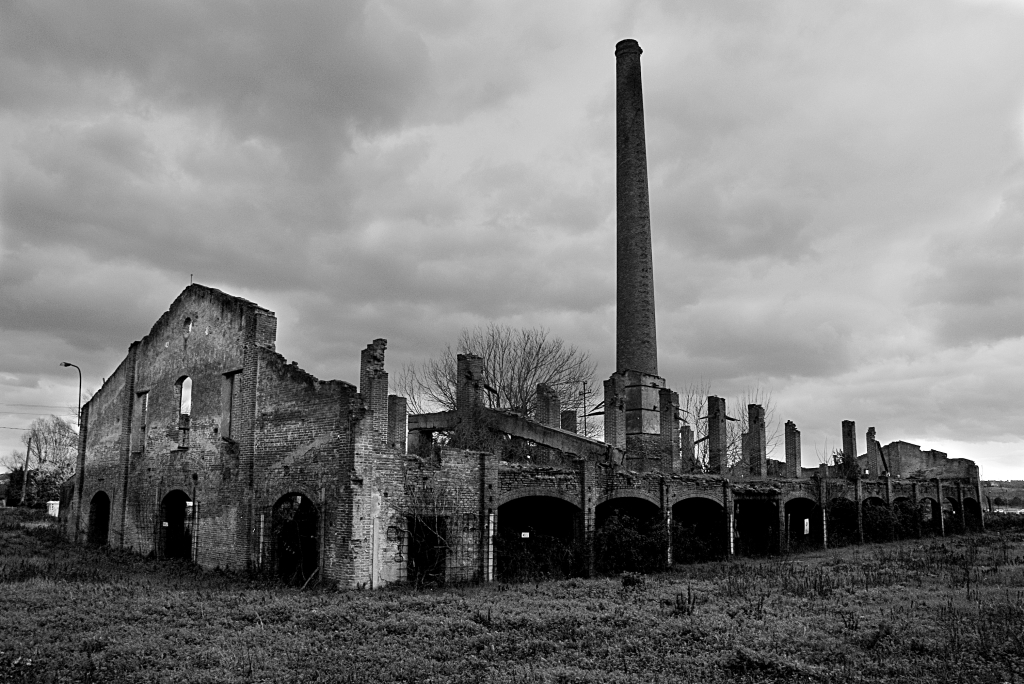
La Fornace "Fratelli Braccini fu Antonio".

Interessanti esempi di archeologia industriale sono le due fornaci costruite dalla famiglia Braccini nel primo Novecento. La fornace dei Fratelli Braccini fu Antonio fu costruita nel 1907 dove già nel 1838 sorgeva una fornace del conte Sebastiano di Valentino. Dotata di un forno Hoffmann, era una delle più importanti della zona, capace anche di esportare i suoi prodotti all'estero. Prima della seconda guerra mondiale vi lavoravano 280 operai. La fornace chiuse nel 1965 a causa di un incendio. Recentemente è stata oggetto di un restauro da parte del Comune nell'ambito della realizzazione del parco fluviale.
Una seconda, la Fornace "Fratelli Braccini fu Francesco" è stata ristrutturata ed è sede di alcune attività commerciali.

## Società

### Evoluzione demografica
Nel 1903 gli abitanti erano 2 724, divenuti 3 104 nel 1913 ma scesi a 2 656 nel 1938.

### Eventi
- "Fiera dei fischi e delle campanelle", a settembre il secondo e il terzo fine settimana (sabato-domenica) al parco fluviale, dal 1907. Tradizionale fiera di paese con mercatino ed diversi eventi paesani. Coincide con la sagra del Bombolone. L'ultima domenica della fiera si svolge il Campionato delle Zucche, dove viene decretata la zucca più grande d'Italia.  Archiviato il 4 febbraio 2020 in Internet Archive.

## Squadre di calcio
La Rotta ha anche due squadre di calcio denominate ASD Acli La Rotta e Polisportiva a.r.c.i Il Botteghino, le quali prendono il nome dai Circoli ACLI e ARCI del paese. Entrambe militano nei campionati UISP Valdera e giocano le loro partite in casa al campo sportivo paesano.